# Passiflora quadrangularis
Passiflora quadrangularis
Espèce
Classification phylogénétique
Synonymes
- Granadilla quadrangularis (L.) Medik.
- Passiflora macrocarpa Linden ex Mast.
- Passiflora macroceps Mast.
- Passiflora quadrangularis var. sulcata (Jacq.) DC.
- Passiflora sulcata Jacq.
- Passiflora tetragona M. Roem.[2]

La barbadine, ou grenadille géante (Passiflora quadrangularis), est une espèce de plantes à fleurs de la famille des Passifloraceae et c'est le fruit de cette liane tropicale.

## Origine
La barbadine, ou grenadille géante, est originaire d'Amérique du Sud et est arrivée aux Antilles vers la fin du XIXe siècle>, peut-être via la Barbade.

## Traduction
- Anglais : Granadilla
- Espagnol : Granadillo, Pasionaria, Badea

## Caractéristiques

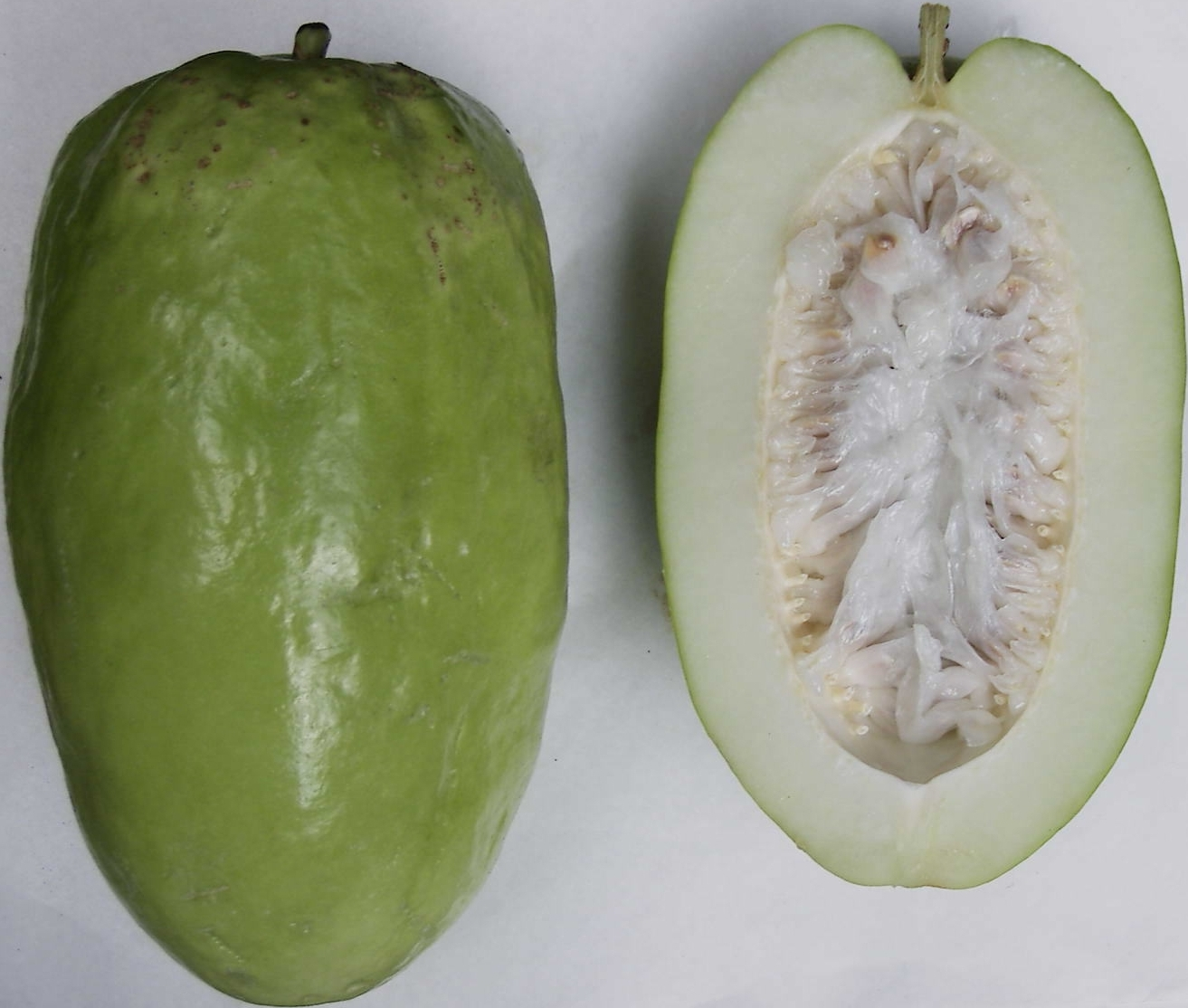
Fruit entier et en coupe longitudinale.

La barbadine est le plus gros des fruits de la passion : 10 à 30 cm de long, 7 à 15 cm de diamètre. 
C’est une plante grimpante qui peut atteindre 45 m de haut. 
Elle se distingue des autres lianes par sa tige quadrangulaire ailée et son gros fruit ovale à  la peau épaisse et vert jaune à maturité.

## Conditions de culture
Elle est cultivée dans toutes les régions tropicales où elle pousse et fructifie jusque vers 800 m, de préférence sur terrains argilo-sableux. Elle préfère les zones ombragées et abritées des vents. La multiplication se fait par semis des graines, ou plus facilement par bouturage, marcottage et greffage qui permet d'obtenir des fruits dès la deuxième année après un floraison qui s'étend de juillet à décembre.

## Utilisation
On utilise sa pulpe pour confectionner du sirop, du jus et des confitures. 
La racine, les feuilles sont aussi utilisées. 
Aux Antilles les graines de la barbadine servent à préparer des cocktails, et des punchs très parfumés.

## Propriétés médicinales
Les fruits et les bourgeons des feuilles peuvent être utilisés comme calmant.
Les feuilles seraient utilisées dans le cas de douleurs articulaires. 
Les racines de cette plante, dont le fruit est issu de la même famille que le maracudja, sont réputées pour contenir un poison mortel. De peur d'être empoisonnée, cette grande liane fut longtemps déterrée des jardins, malgré la succulence des fruits qu'elle portait.